# Gerry Mulligan

Gerald Joseph Mulligan (New York, 1927. április 6. – Darien, Connecticut, 1996. január 20.) amerikai dzsesszzenész, szaxofonos, zeneszerző, zongorista, hangszerelő.
Főleg baritonszaxofonon játszott. A cool jazz kiemelkedő képviselője volt. Olyan muzsikusoknak volt egyenrangú társa, mint Claude Thornhill, Miles Davis, Stan Kenton, Chet Baker, Paul Desmond, Duke Ellington, Stan Getz, Dave Brubeck, és mások.

## Pályafutása
Pályáját hangszerelőként kezdte, és időről időre vissza is tért ahhoz. 1960-ban egy tizenhárom tagú zenekart szervezett, amelyben megmutatkozott hangszerelői zsenialitása. 1974-ben újabb, hasonló karakterű zenekart, 1980-ban pedig egy húsztagú együttest hozott össze. Mindeközben teljesen különböző karakterekkel tudott sikeresen együtt játszani.
Mulligan a modern jazz legsokoldalúbb előadói közé tartozott. A beboptól a coolon át a dixielandig minden stílusban otthonos volt. Nem egy szerzeménye idővel dzsessz-sztenderddé vált. „Olyan zenét szerettem csinálni, amit papucsban és pipázgatás közben lehet hallgatni” – mondta néha.

## Albumok
- 1951: Mulligan-Baker
- 1951: Historically Speaking
- 1951: Mulligan Plays Mulligan
- 1951: Gerry Mulligan Blows
- 1952: Gerry Mulligan Quartet
- 1952: Gerry Mulligan with Paul Chambers
- 1953: Gerry Mulligan Quartet, Vol. 1
- 1953: Lee Konitz and the Gerry Mulligan Quartet
- 1953: Gerry Mulligan and His Ten-tette
- 1953: Lee Konitz Plays with the Gerry Mulligan Quartet
- 1953: Revelation
- 1954: Gerry Mulligan in Paris, Vol. 1
- 1954: California Concerts, Vols. 1 & 2
- 1954: Paris Concert
- 1954: California Concerts, Vol. 2
- 1954: California Concerts
- 1954: Pleyel Concert (June 1954)
- 1955: A Profile of Gerry Mulligan
- 1955: Mainstream, Vol. 2
- 1955: Mainstream of Jazz
- 1955: Original Mulligan Quartet
- 1955: Presenting the Gerry Mulligan Sextet
- 1955: Presenting the Sextet
- 1956: At Storyville
- 1957: Gerry Mulligan Quartet/Paul Desmond Quintet
- 1957: Live in Stockholm )
- 1957: Mulligan and Getz and Desmond
- 1957: Gerry’s Time
- 1957: Gerry Mulligan Meets Stan Getz
- 1957: Blues in Time
- 1957: Mulligan Meets Monk
- 1957: Reunion with Chet Baker
- 1957: The Mulligan Songbook
- 1957: Lee Konitz with the Gerry Mulligan Quartet
- 1957: Desmond Meets Mulligan
- 1958: What Is There to Say?
- 1958: Play Phil Sunkel’s Jazz Concerto Grosso
- 1958: I Want to Live
- 1959: Gerry Mulligan Meets Ben Webster
- 1959: New Gerry Mulligan Quartet
- 1960: Concert Jazz Band
- 1960: The Gerry Mulligan Concert Jazz Band on Tour
- 1960: Genius of Gerry Mulligan
- 1960: Gerry Mulligan Meets Johnny Hodges
- 1960: Nightwatch
- 1961: Presents a Concert in Jazz
- 1961: Gerry Mulligan and the Concert Jazz Band
- 1961: Concert in Jazz
- 1961: Gerry Mulligan and the Concert Jazz Band at the Village Vanguard
- 1961: Holiday with Mulligan
- 1962: Jeru
- 1962: Spring Is Sprung
- 1962: Gerry Mulligan and His Quartet
- 1962: The Gerry Mulligan Quartet
- 1962: Gerry Mulligan
- 1962: Zurich 1962
- 1963: Butterfly with Hiccups
- 1963: Night Lights
- 1963: Timeless
- 1965: Feelin' Good
- 1965: If You Can’t Beat 'Em, Join 'Em
- 1966: Something Borrowed, Something Blue
- 1966: With Guest Soloist Zoot Sims
- 1966: Concert Days
- 1969: Jazz Fest Masters
- 1971: Age of Steam
- 1974: Carnegie Hall Concert
- 1974: Summit: Reunion Cumbre
- 1974: Carnegie Hall Concert, Vol. 2
- 1974: Gerry Mulligan
- 1974: Gerry Mulligan/Astor Piazzolla
- 1975: Gerry Mulligan Meets Enrico Intra
- 1976: Idol Gossip
- 1977: Lionel Hampton Presents Gerry Mulligan
- 1980: Walk on the Water
- 1982: La Menace
- 1983: Little Big Horn
- 1986: Gerry Mulligan Meets Scott Hamilton: Soft Lights & Sweet Music
- 1987: Symphonic Dreams
- 1989: Lonesome Boulevard
- 1989: Konitz Meets Mulligan
- 1991: Plays
- 1992: Re-Birth of the Cool
- 1993: In Concert
- 1993: Lionel Hampton Presents Mulligan
- 1993: Paraiso-Jazz Brazil
- 1994: Dream a Little Dream
- 1994: Gerry Mulligan & Paul Desmond Quartet
- 1995: Dragon Fly
- 1996: News from Blueport
- 1996: The Original Gerry Mulligan Tentet & Quartet
- 1997: Concert in the Rain
- 1997: Two Times Four Plus Six
- 1999: In Sweden
- 1999: Olympia 19 Novembre 1960, Pt. 2
- 1999: Olympia, 6 Octobre, 1962
- 2000: Pleyel Jazz Concert, Vol. 1
- 2001: Jazz Casual: Gerry Mulligan & Art Pepper
- 2001: The Gerry Mulligan Quartets in Concert
- 2002: Swing House
- 2003: Midas Touch: Live in Berlin
- 2006: Gerry Mulligan Sextet
- 2006: Live at the Olympia Paris 1960
- 2006: On the Road: Live in California

## Díjak
- 1981: Grammy-díj for Walk on the Water (Best Jazz Instrumental Performance by a Big Band)
- 1981: Grammy nominations for the albums The Age of Steam, For an Unfinished Woman and Soft Lights and Sweet Music
- 1982: Birth of the Cool album inducted into the Grammy Hall of Fame
- 1982: Connecticut Arts Award
- 1984: Viotti Prize (Vercelli, Italy)
- 1984: Inducted into the Big Band and Jazz Hall of Fame
- 1988: Duke Ellington Fellow at Yale University
- 1989: Received keys to the city of Trieste, Italy
- 1990: Philadelphia Music Foundation Hall of Fame
- 1991: American Jazz Hall of Fame
- 1992: Lionel Hampton School of Music Hall of Fame
- 1992: Guest composer at the Mertens Contemporary American Composer's Festival, University of Bridgeport, Connecticut
- 1994: Down Beat Jazz Hall of Fame
- 1995: Artists Committee for the Kennedy Center Honors for the Performing Arts
- 1953–1995, winner for 42 consecutive years, of the Down Beat magazine reader's poll for: Outstanding baritone saxophonist